# Staroshaygovsky (huyện)
Huyện Staroshaygovsky (tiếng Nga: ? райо́н) là một huyện hành chính tự quản (raion), của Mordovia, Nga. Huyện có diện tích 1162 kilômét vuông, dân số thời điểm ngày 1 tháng 1 năm 2000 là 17400 người. Trung tâm của huyện đóng ở Staroye Shaigovo.